# A-1 Pictures
A-1 Pictures (株式会社エー・ワン・ピクチャーズ,?, Kabushiki-gaisha ei wan pikuchāzu) è uno studio di animazione giapponese, sussidiaria della Aniplex e controllata dalla Sony. Lo studio è stato istituito insieme ad Aniplex il 9 maggio 2005 con lo scopo di realizzare anime. Ai Newtype Anime Awards del 2014 ha raggiunto il primo posto nella classifica dei migliori studi.

## Produzioni

### Dal 2006 al 2009
| Titolo                                 | Tipo     | Anno |
| -------------------------------------- | -------- | ---- |
| Zenmai Zamurai                         | Serie TV | 2006 |
| Ōkiku Furikabutte                      | Serie TV | 2007 |
| Robby & Kerobby                        | Serie TV | 2007 |
| Persona -trinity soul-                 | Serie TV | 2008 |
| Tetsuwan Birdy: Decode                 | Serie TV | 2008 |
| Kannagi (co-prodotto con Ordet)        | Serie TV | 2008 |
| Kuroshitsuji                           | Serie TV | 2008 |
| Tetsuwan Birdy: Decode 2               | Serie TV | 2009 |
| Valkyria Chronicles                    | Serie TV | 2009 |
| Tonari no 801-chan R                   | OAV      | 2009 |
| Fairy Tail (co-prodotto con Satelight) | Serie TV | 2009 |

### Dal 2010 al 2019

Logo della serie anime Sword Art Online.

| Titolo                                                   | Tipo               | Anno |
| -------------------------------------------------------- | ------------------ | ---- |
| Sora no woto                                             | Serie TV           | 2010 |
| Working!!                                                | Serie TV           | 2010 |
| Ōkiku Furikabutte: Natsu no Taikai-hen                   | Serie TV           | 2010 |
| Senkou no Night Raid                                     | Serie TV           | 2010 |
| Welcome to the Space Show                                | Film               | 2010 |
| Kuroshitsuji II                                          | Serie TV           | 2010 |
| Seikimatsu Occult Gakuin                                 | Serie TV           | 2010 |
| Togainu no Chi                                           | Serie TV           | 2010 |
| Fractale (co-prodotto con Ordet)                         | Serie TV           | 2011 |
| Blue Exorcist                                            | Serie TV           | 2011 |
| Ano Hana                                                 | Serie TV           | 2011 |
| Uta no Prince-sama: Maji Love 1000%                      | Serie TV           | 2011 |
| The iDOLM@STER                                           | Serie TV           | 2011 |
| Working'!!                                               | Serie TV           | 2011 |
| Valkyria Chronicles III                                  | OAV                | 2011 |
| Uchu kyodai                                              | Serie TV           | 2012 |
| Tsuritama                                                | Serie TV           | 2012 |
| Sword Art Online                                         | Serie TV           | 2012 |
| Fairy Tail The Movie: Hōō no Miko                        | Film               | 2012 |
| Shinsekai Yori                                           | Serie TV           | 2012 |
| Chō Soku Henkei Gyrozetter                               | Serie TV           | 2012 |
| Magi: The Labyrinth of Magic                             | Serie TV           | 2012 |
| Blue Exorcist The Movie                                  | Film               | 2012 |
| Vividred Operation                                       | Serie TV           | 2013 |
| Oreshura                                                 | Serie TV           | 2013 |
| Ore no Imōto ga Konna ni Kawaii Wake ga Nai.             | Serie TV           | 2013 |
| Saint Young Men                                          | Film               | 2013 |
| Uta no Prince-sama: Maji Love 2000%                      | Serie TV           | 2013 |
| Servant x Service                                        | Serie TV           | 2013 |
| Silver Spoon                                             | Serie TV           | 2013 |
| Ano Hana                                                 | Film               | 2013 |
| Magi: The Kingdom of Magic                               | Serie TV           | 2013 |
| Galilei Donna                                            | Serie TV           | 2013 |
| Silver Spoon II                                          | Serie TV           | 2014 |
| Sekai Seifuku: Bōryaku no Zvezda                         | Serie TV           | 2014 |
| The iDOLM@STER Movie: Kagayaki no Mukogawa e!            | Film               | 2014 |
| Ōkii Ichinensei to Chiisana Ninensei                     | Film               | 2014 |
| Ryūgajō Nanana no Maizōkin                               | Serie TV           | 2014 |
| Fairy Tail 2 (co-prodotto con Bridge)                    | Serie TV           | 2014 |
| Persona 4: The Golden Animation                          | Serie TV           | 2014 |
| Sword Art Online II                                      | Serie TV           | 2014 |
| Aldnoah.Zero (co-prodotto con Troyca) - Parte 1          | Serie TV           | 2014 |
| Kuroshitsuji - Book of Circus                            | Serie TV           | 2014 |
| Uchu kyodai #0                                           | Film               | 2014 |
| The Seven Deadly Sins - Nanatsu no taizai                | Serie TV           | 2014 |
| Shigatsu wa kimi no uso                                  | Serie TV           | 2014 |
| Magic Kaito 1412                                         | Serie TV           | 2014 |
| Kuroshitsuji - Book of Murder                            | OAV                | 2014 |
| Saenai heroine no sodatekata                             | Serie TV           | 2015 |
| Aldnoah.Zero (co-prodotto con Troyca) - Parte 2          | Serie TV           | 2015 |
| The iDOLM@STER: Cinderella Girls                         | Serie TV           | 2015 |
| Gunslinger Stratos: The Animation                        | Serie TV           | 2015 |
| Mahō shōjo Lyrical Nanoha ViVid                          | Serie TV           | 2015 |
| Ultimate Otaku Teacher                                   | Serie TV           | 2015 |
| Working!!!                                               | Serie TV           | 2015 |
| The iDOLM@STER: Cinderella Girls 2                       | Serie TV           | 2015 |
| Gate - Parte 1                                           | Serie TV           | 2015 |
| Kokoro ga sakebitagatterun da.                           | Film               | 2015 |
| Subete ga F ni naru                                      | Serie TV           | 2015 |
| The Asterisk War                                         | Serie TV           | 2015 |
| Erased                                                   | Serie TV           | 2016 |
| Glass no hana to kowasu sekai                            | Film               | 2016 |
| Hai to gensō no Grimgar                                  | Serie TV           | 2016 |
| Gate - Parte 2                                           | Serie TV           | 2016 |
| Dōkyuusei                                                | Film               | 2016 |
| Ace Attorney                                             | Serie TV           | 2016 |
| B-Project: kodō ambitious                                | Serie TV           | 2016 |
| Brotherhood: Final Fantasy XV                            | Original net anime | 2016 |
| Qualidea Code                                            | Serie TV           | 2016 |
| The Seven Deadly Sins: I segni della Guerra Santa        | Serie TV           | 2016 |
| WWW.Working!!                                            | Serie TV           | 2016 |
| Occultic;Nine                                            | Serie TV           | 2016 |
| Demi-chan wa kataritai                                   | Serie TV           | 2017 |
| Blue Exorcist: Kyoto Saga                                | Serie TV           | 2017 |
| Granblue Fantasy                                         | Serie TV           | 2017 |
| Sword Art Online - The Movie: Ordinal Scale              | Film               | 2017 |
| Kuro shitsuji - Book of the Atlantic                     | Film               | 2017 |
| Eromanga-sensei                                          | Serie TV           | 2017 |
| Saenai heroine no sodatekata flat                        | Serie TV           | 2017 |
| Granblue Fantasy: the Animation                          | Serie TV           | 2017 |
| Fate/Apocrypha                                           | Serie TV           | 2017 |
| Blend S                                                  | Serie TV           | 2017 |
| Grancrest senki                                          | Serie TV           | 2018 |
| Slow Start                                               | Serie TV           | 2018 |
| Otaku ni koi wa muzukashii                               | Serie TV           | 2018 |
| Darling in the Franxx (co-prodotto con Trigger)          | Serie TV           | 2018 |
| The Seven Deadly Sins: Il ritorno dei Dieci Comandamenti | Serie TV           | 2018 |
| Sword Art Online: Alicization                            | Serie TV           | 2018 |
| Sword Art Online Alicization: War of Underworld          | Serie TV           | 2019 |
| Kaguya-sama: Love is War                                 | Serie TV           | 2019 |

### Dal 2020 in poi
| Titolo                                                    | Tipo     | Anno      |
| --------------------------------------------------------- | -------- | --------- |
| Kaguya-sama: Love is War 2                                | Serie TV | 2020      |
| 22/7                                                      | Serie TV | 2020      |
| High School Fleet                                         | Film     | 2020      |
| Hypnosis Mic: Division Rap Battle Rhyme Anima             | Serie TV | 2020      |
| Senyoku no Sigrdrifa                                      | Serie TV | 2020      |
| Visual Prison                                             | Serie TV | 2021      |
| Sword Art Online: Progressive - Aria of a Starless Night  | Film     | 2021      |
| 86 - Eighty-Six                                           | Serie TV | 2021-2022 |
| Kaguya-sama: Love is War 3                                | Serie TV | 2022      |
| Engage Kiss                                               | Serie TV | 2022      |
| Lycoris Recoil                                            | Serie TV | 2022      |
| Sword Art Online: Progressive - Scherzo of Deep Night     | Film     | 2022      |
| Il castello invisibile                                    | Film     | 2022      |
| Nier: Automata Ver1.1a                                    | Serie TV | 2023      |
| Mashle                                                    | Serie TV | 2023      |
| Kaguya-sama: Love is War -The First Kiss That Never Ends- | Film     | 2023      |
| Eisen Flügel                                              | Film     | 2023      |
| Solo Leveling                                             | Serie TV | 2024      |